# Trescientos veintiuno, trescientos veintidós
Trescientos veintiuno, trescientos veintidós es una obra de teatro, de Ana Diosdado, estrenada en 1991.

## Argumento
La acción se desarrolla simultáneamente en las habitaciones número 321 y 322 de un hotel de lujo. En una de ellas una pareja joven, Jorge y Sara, se dispone a pasar su noche de bodas. En la segunda, una pareja madura, Alberto y Mercedes, que acaba de iniciar una relación, conversa sobre su pasado y su presente. Terceras personas, podrán al límite estas relaciones incipientes: El amigo homosexual del recién casado y la todavía esposa del amante maduro.

## Estreno
- Teatro Príncipe-Gran Vía, Madrid, 1 de febrero de 1991.
  - Dirección: Carlos Larrañaga.
  - Música: Teddy Bautista.
  - Escenografía: Alfonso Barajas
  - Iluminación José L. Canales
  - Intérpretes: Luis Merlo, Eva Isanta, Manuel Tejada, Pepe Pascual, María Luisa Merlo.